# Moore Haven
Moore Haven – miasto w Stanach Zjednoczonych, w stanie Floryda, siedziba administracyjna hrabstwa Glades.